# Tarek Bechara
Tarek Assaf Bechara (* 16. července 1965) je slovenský podnikatel libanonského původu.
V roce 1983 započal studium na Strojní fakultě pražského ČVUT. Na konci roku 1990 založil obchodní společnost BANCO for trading Praha. V roce 1991 byla BANCO sponzorem soutěže Miss Československo, tehdy v přímém přenosu osobně předal vítězce Michaele Maláčové klíče od darovaného Renaultu Clio. Mezi jeho obchodní partnery patřila společnost WIKA, kterou založili Petr Kellner a Milan Vinkler. Bechara tehdy vystavil směnku na společnost WIKA ve výši 60 milionů korun, na kterou údajně Vinkler připsal před částku čtyřku a následně tuto částku, tedy 460 milionů korun, po Becharovi vymáhal. Vinkler byl v červnu 1994 vzat do vazby, obvinění mu však nebylo prokázáno. Jeho dalším obchodním partnerem byl šéf plzeňské Škody Lubomír Soudek.
Stal se svědkem i podezřelým v kauzách okolo podnikatele Radovana Krejčíře.
V srpnu 2010 mu po několik let trvajícím soudním řízení pražský vrchní soud uložil pětiletý trest odnětí svobody za úvěrové podvody.